# Jürg Häusermann
Jürg Häusermann (* 1951 in Winterthur) ist emeritierter Professor für Medienanalyse und -produktion an der Universität Tübingen.

## Leben
Häusermann hat an der Universität Zürich und an der Linguistischen Universität Moskau Germanistik, Russische Sprache und Literatur und Französische Linguistik studiert. 1977 promovierte er in Zürich bei Harald Burger und arbeitete anschließend als Referent in der Aus- und Fortbildung für Journalisten bei Radio und Fernsehen DRS. 1985 bis 1989 hatte er eine Vertretungsprofessur an der Universität Triest in Italien. Seit 1993 ist Jürg Häusermann Professor in Tübingen; 2017 wurde er emeritiert.
Von 2009 bis 2012 war Häusermann Mitglied der Jury beim LBS Wegweiser-Preis.

## Schriften
- Konstruktive Rhetorik in Seminar, Hörsaal und online. Sprache, Stimme, Körpersprache, Medien gelassen einsetzen. UVK, München 2021. ISBN 978-3-8252-5550-3.
- Konstruktive Rhetorik. Der Dialog als Schlüssel zum erfolgreichen Vortrag. UVK, München 2019. ISBN 978-3-7398-3007-0.
- Journalistisches Texten. 3. Aufl. UVK, Konstanz 2011. ISBN 978-3-86764-000-8.
- Das Hörbuch. Medium – Geschichte – Formen (mit Korinna Janz-Peschke und Sandra Rühr). UVK, Konstanz 2010. ISBN 978-3-86764-181-4
- Schreiben. UVK, Konstanz 2008. ISBN 978-3-86764-127-2
- Inszeniertes Charisma. Medien und Persönlichkeit (Herausgeber). Niemeyer, Tübingen 2001. ISBN 3-484-34050-9
- Radio. Niemeyer, Tübingen 1998. ISBN 3-484-37106-4.
- Rhetorik für Radio und Fernsehen (mit Heiner Käppeli). 2. Aufl. Sauerländer, Aarau und Frankfurt/Main 1994. ISBN 3-7941-3767-1
- Und dabei liebe ich euch beide ... Unterhaltung durch Schlager u. Fernsehserien. Breitkopf und Härtel, Wiesbaden 1978. ISBN 3-7651-0165-6
- Phraseologie. Hauptprobleme der deutschen Phraseologie auf der Basis sowjetischer Forschungsergebnisse. Niemeyer, Tübingen 1977. ISBN 3-484-10276-4